# Base de données centrale des legs
La Base de données centrale des legs (ZDN) est une base de données créée par les Archives fédérales, dans laquelle plus de 30 000 legs des pays germanophones sont enregistrées fin 2017, certaines même dans plusieurs sous-stocks. Les entrées sont complétées par des mises à jour continues et de nouveaux enregistrements provenant d'archives principalement allemandes. Il s'agit d'un outil très complet et précieux, en particulier pour la recherche historique. De nombreux instruments de recherche sont liés au ZDN. Cela donne un accès plus rapide aux archives héritées.

## Histoire
La base de données centrale des legs (ZDN) est basée sur le répertoire publié par Wolfgang A. Mommsen (de) Die Nachlässe in den deutschen Archiven (Part 1 1971, Part 2 1981), qui contient environ 7000 legs avec leurs emplacements et de brèves informations biographiques ainsi que le type et le contenu de la tradition. Dans le passé, découvrir où se trouve un legs était une entreprise fastidieuse. Il a fallu parcourir plusieurs annuaires, qui, cependant, ne pouvaient pas garantir qu'ils étaient à jour. Plus d'une décennie s'écoulait généralement avant qu'un répertoire à jour puisse être publié, car chaque publication d'un volume nécessitait de longues recherches. De plus, les volumes étaient déjà périmés lorsqu'ils ont été livrés aux librairies. Par exemple, après avoir terminé ses enquêtes, Mommsen n'a pas eu besoin de moins de quatre ans pour créer les index étendus et les imprimer, de sorte que le volume II, avec le statut de mi-1979, n'a pu être publié qu'en 1983. Pour des raisons de personnel, il n'a pas été possible de poursuivre le travail aux Archives fédérales les années suivantes. Bien que les informations sur les successions soient consignées dans un fichier successoral et transmises aux enquêtes, elles ne sont plus recueillies systématiquement. En 1986, l'Association des archivistes allemands (de) (VdA) adopte une résolution dans laquelle la mise à jour des manuels imprimés bien connus de Mommsen à l'aide d'EDP est décrite comme une tâche prioritaire.
À partir de 1990, les Archives fédérales commencent à interroger les legs dans les archives et bibliothèques allemandes, d'abord dans les nouveaux puis dans les anciens États. Les Archives fédérales doivent conserver la responsabilité des archives et la Bibliothèque d'État des bibliothèques,. Bien que l'inventaire des héritages des legs et des écrivains en RDA (de) ait été un instrument pour l'Allemagne de l'Est, on a supposé que de nombreuses informations n'étaient pas incluses pour des raisons politiques.
Au cours de l'été 1992, on a appris que la Bibliothèque d'État de Berlin prévoyait une nouvelle édition de la liste des propriétés de Ludwig Denecke Nachlässe in den Bibliotheken der Bundesrepublik Deutschland (1969) . L'idée de travailler ensemble pour réviser le registre des successions rencontre un écho positif de la part des deux institutions. Conformément à la division du travail avec la Bibliothèque d'État de Berlin, les legs dans les bibliothèques sont documentés dans le catalogue en ligne du Kalliope-Verbund, qui remonte au « Zentralkartei der Autographen » (ZKA) fondé à Berlin-Ouest en 1966.